# Ziua
Ziua (en català "El dia") és un diari en romanès d'informació general de pagament i de distribució matinal publicat a Bucarest (Romania).
La seva edició nacional es publica en la seva majoria en romanès, essent un dels més importants diaris que es publiquen en aquesta llengua, tot i que existeix una secció en anglès de bastant qualitat i que sovint conté informació d'importància.
Ziua fou fundat l'any 1930, però amb l'arribada dels comunistes al poder l'any 1947 el diari va haver de tancar les portes. L'any 1994 una nova edició de Ziua va sortir gràcies a l'impuls de Sorin Roşca Stănescu que encara es manté com a Director del diari.
Ziua és un diari amb clara orientació política conservadora, potser la que més de tots els principals diaris romanesos, compartint sovint els seus punts de vista amb el Partit Nacional Cristià Democràtic, tal com es recull a les seves editorials.
La seva plana web oficial, a més d'oferir els continguts de l'edició romanesa del diari que es publica en format paper, també ofereix una selecció diària dels articles traduïts a l'anglès.
A més de l'edició nacional que es publica a Bucarest, existeixen altres edicions regionals en format paper: Ziua edició Estats Units, Ziua de Vest, Ziua de Iaşi, Ziua de Constanţa, i Ziua de Cluj.